# Usi-watar
Usi-watar – według Sumeryjskiej listy królów czwarty władca IV dynastii z Kisz. Dotyczący go fragment brzmi następująco:
„Usi-watar (z Kisz) panował przez 7 lat”.